# Dynasty (musikalbum av Kiss)
Dynasty är Kiss sjunde studioalbum, utgivet den 23 maj 1979. 
I och med detta album hakade Kiss till viss del på discovågen, i synnerhet med öppningsspåret "I Was Made For Lovin' You", som blev en stor hit. 
Originalmedlemmen Peter Criss medverkar endast på låten "Dirty Livin'", där han både spelar trummor och sjunger. Albumets producent Vini Poncia (som även producerade Criss soloalbum) ansåg annars att Criss inte var i tillräckligt bra skick för att kunna spela trummor på detta album. Istället är det Anton Fig som spelar trummor; Fig spelade även på Ace Frehleys soloalbum. Frehley sjunger på låtarna "2,000 Man" (Rolling Stones-cover), "Hard Times" och "Save Your Love". Det här är därmed det album där Frehley sjunger på flest låtar. Frehley spelar elbas på låtarna "2,000 Man", "Hard Times" och "Save Your Love". Poncia medverkar på "I Was Made for Lovin' You", där han spelar keyboard och körar. 

## Låtförteckning
| 1. | I Was Made for Lovin' You | Paul Stanley, Vini Poncia, Desmond Child | 4:30 |
| 2. | 2,000 Man                 | Mick Jagger, Keith Richards              | 4:54 |
| 3. | Sure Know Something       | Stanley, Poncia                          | 4:00 |
| 4. | Dirty Livin'              | Peter Criss, Stan Penridge               | 4:27 |

| 5. | Charisma       | Gene Simmons, Howard Marks | 4:25 |
| 6. | Magic Touch    | Stanley                    | 4:41 |
| 7. | Hard Times     | Ace Frehley                | 3:30 |
| 8. | X-Ray Eyes     | Simmons                    | 3:46 |
| 9. | Save Your Love | Frehley                    | 4:41 |

## Medverkande
- Gene Simmons – elbas, sång
- Paul Stanley – kompgitarr, sång
- Ace Frehley – sologitarr, elbas, sång
- Anton Fig – trummor
- Peter Criss – trummor, sång på "Dirty Livin'"
- Vini Poncia – keyboard